# ラニー・ワドキンス
ラニー・ワドキンス（Lanny Wadkins、1949年12月5日 - ）は、アメリカ合衆国のプロゴルファー。1977年の全米プロゴルフ選手権の優勝者である。PGAツアーでは通算21勝を挙げている。弟のボビー・ワドキンスもプロゴルファー。

## プロフィール
リッチモンド出身。ウェイクフォレスト大学在学中の1970年に「全米アマチュアゴルフ選手権」で優勝を果たし、翌1971年の卒業を機にプロデビュー。1972年に「サハラビテンショナル」でPGAツアー初優勝して以来、PGAツアー中心に活躍。1977年の「全米プロゴルフ選手権」でメジャー初優勝。その他には1979年の「ブリヂストンオープンゴルフトーナメント」でも日本ツアーの優勝をしている。2000年からはチャンピオンズツアーに活躍の場を移している。2009年には世界ゴルフ殿堂入りを果たしている。

## 主なツアー優勝歴
- 1972年：サハラ招待
- 1973年：バイロン・ネルソン・ゴルフクラシック、USIクラシック
- 1977年：全米プロ、ワールドシリーズ
- 1979年：ロサンゼルスオープン、トーナメント・プレーヤーズ選手権、ブリヂストンオープン
- 1982年：フェニックス・オープン、MONYトーナメント・オブ・チャンピオンズ、ビュイック・オープン
- 1985年：ボブ・ホープ・クラシック、ロサンゼルスオープン、ウォルト・ディズニーワールド/オールズモバイルクラシック
- 1988年：ハワイアンオープン
- 1991年：ハワイアンオープン
- 2000年：ACEグループクラシック